# 왜관시외버스터미널
왜관시외버스터미널은 경상북도 칠곡군 왜관읍 왜관리에 위치한 대한민국의 시외버스터미널이다. 왜관버스정류장이라고도 한다. 왜관역을 근처에 있으며, 크게 왜관북부버스정류장과 왜관남부버스정류장으로 구분된다.

## 왜관남부버스정류장
왜관남부버스정류장은 경상북도 칠곡군 왜관읍 중앙로 158 (왜관리 291-1)에 있으며, 왜관시외버스터미널 또는 왜관시외버스정류장은 이 곳을 지칭한다. 시외버스는 이 곳에 정차하며 시내버스 및 농어촌버스가 이 곳을 기·종점으로 한다.

### 시외버스
| 방면        | 행선지                                                                               |
| ----------- | ------------------------------------------------------------------------------------ |
| 영남권 방면 | 구미, 김천, 북대구, 상주, 안동, 약목, 양정, 영주, 예천, 옥산, 용궁, 점촌, 청리, 함창 |

### 시내버스·농어촌버스
- 구미시의 시내버스

| 노선 번호 | 운행구간 | 운행구간 | 운행구간 | 경유지 | 운행 횟수 | 비고                                  |
| --------- | -------- | -------- | -------- | --- | --------- | ------------------------------------- |
| 10        | 구미역   | ↔        | 왜관남부 | 구미터미널, 롯데마트, 인동중학교, 장곡중학교, 중마, 창마                                                                     | 19회      | 출근 시간대 1회 대우아파트에서 운행   |
| 10-1      | 성곡     | ↔        | 왜관남부 | 장곡초등학교, 중리어울림아파트, 포남리, 중마, 창마                                                                           | 2회       |                                       |
| 10-2      | 왜관남부 | ↔        | 왜관남부 | 삼부쇼핑, 상청동, 한국토지공사, 근로복지회관, 야성하이텍, 금산리                                                             | 1회       | 출근 시간대 운행                      |
| 11        | 구미역   | ↔        | 왜관남부 | 구미터미널, 롯데마트, 구미세무서, 홈플러스, 사곡동, 관호오거리                                                               | 37회      | 2회 공단 미경유 1회 인평초등학교 경유 |
| 11-1      | 왜관남부 | ↔        | 지경리   | 관호오거리, 약목고등학교, 약목, 어로2리, 보손2리                                                                             | 2회       |                                       |
| 11-2      | 왜관남부 | ↔        | 왜관남부 | 금산리, 야성하이텍, 근로복지회관, 한국토지공사, 상청동, 삼부쇼핑                                                             | 1회       | 퇴근 시간대 운행                      |
| 11-3      | 왜관남부 | ↔        | 숭오리   | 관호오거리, 약목고등학교, 약목, 복성4리, 율리                                                                                | 1회       | 출근 시간대 운행                      |
| 11-4      | 왜관남부 | ↔        | 오평리   | 관호오거리, 약목고등학교, 약목, 덕산                                                                                         | 5회       |                                       |
| 11-5      | 왜관남부 | ↔        | 삼청동   | 문화아파트 | 4회       |                                       |
| 110       | 구미역   | ↔        | 왜관남부 | 금오산사거리, 구미터미널, 신평사거리, 롯데마트, 공단본부, 인동사거리, 장곡중학교, 우방신천지타운, 창마                       | 5회       |                                       |
| 111       | 구미역   | ↔        | 왜관남부 | 금오산사거리, 구미터미널, 신평사거리, 롯데마트, 공단본부, 홈플러스, 사곡동, 오성아파트, 약목고등학교, 칠곡경찰서, 관호오거리 | 55회      |                                       |

- 김천시의 시내버스

- - 11번 : 왜관 ~ 약목, 지경리, 부상, 김천구미역, 농소, 김천터미널, 직지사

- 칠곡·성주군의 농어촌버스 : 왜관북부버스정류장을 출발하여 이 곳을 경유한다.

## 왜관북부버스정류장

왜관북부정류장

왜관북부버스정류장은 경상북도 칠곡군 왜관읍 중앙로 248-1 (왜관리 197-27)에 있다. 칠곡군에서 운행하는 대부분의 농어촌버스와 구미시의 시내버스는 대부분 이 곳을 경유한다.

### 시내버스·농어촌버스
- 구미시의 시내버스 : 왜관남부버스정류장을 출발하여 이 곳을 경유한다.

- 김천시의 시내버스 : 왜관남부버스정류장을 출발하여 이 곳을 경유한다.

- 칠곡·성주군의 농어촌버스

| 운행 노선 | 운행업체 | 운행구간 | 운행구간 | 운행구간   | 경유지                                                                                             | 배차 간격 (분) | 시간표                                     |
| --------- | -------- | -------- | -------- | ---------- | -------------------------------------------------------------------------------------------------- | -------------- | ------------------------------------------ |
| 7         | 경일교통 | 왜관북부 | ↔        | 숭오3리    | 약목, 북삼                                                                                         | 시간표 참조    | 운행시간표 보관됨 2014-10-20 - 웨이백 머신 |
| 9         | 경일교통 | 왜관북부 | ↔        | 성곡리     | 석정, 중리                                                                                         | 시간표 참조    | 운행시간표 보관됨 2014-10-20 - 웨이백 머신 |
| 20        | 경일교통 | 왜관북부 | ↔        | 문양역     | 왜관남부, 삼청리, 공단, 금남리                                                                     | 시간표 참조    | 운행시간표 보관됨 2014-10-20 - 웨이백 머신 |
| 21        | 경일교통 | 왜관북부 | ↔        | 낙산3리    | 왜관남부, 삼청리, 공단                                                                             | 시간표 참조    | 운행시간표 보관됨 2014-10-20 - 웨이백 머신 |
| 26        | 경일교통 | 왜관북부 | ↔        | 봉계리     | 왜관남부, 삼청리                                                                                   | 시간표 참조    | 운행시간표 보관됨 2014-10-20 - 웨이백 머신 |
| 27        | 경일교통 | 왜관북부 | ↔        | 기곡리     | 왜관남부, 연화                                                                                     | 시간표 참조    | 운행시간표 보관됨 2014-10-20 - 웨이백 머신 |
| 30        | 경일교통 | 왜관북부 | ↔        | 도개리     | 망정리                                                                                             | 시간표 참조    | 운행시간표 보관됨 2014-10-20 - 웨이백 머신 |
| 32        | 경일교통 | 왜관북부 | ↔        | 천평리     | 도개리, 다부                                                                                       | 시간표 참조    | 운행시간표 보관됨 2014-10-20 - 웨이백 머신 |
| 33        | 경일교통 | 왜관남부 | ↔        | 심곡리     | 왜관북부, 도개리, 다부, 천평리                                                                     | 시간표 참조    | 운행시간표 보관됨 2014-10-20 - 웨이백 머신 |
| 34 34-1   | 경일교통 | 왜관북부 | ↔        | 송산3리    | 도개리, 다부, 동명                                                                                 | 시간표 참조    | 운행시간표 보관됨 2014-10-20 - 웨이백 머신 |
| 35        | 경일교통 | 왜관북부 | ↔        | 황학리     | 망정리, 도개리, 학산리                                                                             | 시간표 참조    | 운행시간표 보관됨 2014-10-20 - 웨이백 머신 |
| 36        | 경일교통 | 왜관북부 | ↔        | 동명       | 망정리, 도개리, 다부                                                                               | 시간표 참조    | 운행시간표 보관됨 2014-10-20 - 웨이백 머신 |
| 41 41-1   | 경일교통 | 왜관북부 | ↔        | 각산리     | 죽전리, 태전                                                                                       | 시간표 참조    | 운행시간표 보관됨 2014-10-20 - 웨이백 머신 |
| 42        | 경일교통 | 왜관북부 | ↔        | 인촌리     | 죽전리, 태전, 각산리                                                                               | 시간표 참조    | 운행시간표 보관됨 2014-10-20 - 웨이백 머신 |
| 50 50-1   | 경일교통 | 왜관북부 | ↔        | 문양역     | 죽전리, 노석리, 도흥리, 광영리                                                                     | 시간표 참조    | 운행시간표 보관됨 2014-10-20 - 웨이백 머신 |
| 51 51-1   | 경일교통 | 왜관북부 | ↔        | 광여리     | 왜관남부, 죽전리, 노석리, 도흥리                                                                   | 시간표 참조    | 운행시간표 보관됨 2014-10-20 - 웨이백 머신 |
| 250 250-1 | 경일교통 | 왜관북부 | ↔        | 성주터미널 | 왜관남부, 연화, 지천, 대구보건대학, 대구북부정류장, 팔달시장, 서문시장, 반고개, 죽전네거리, 다사역 | 20~30          | 운행시간표 보관됨 2014-10-20 - 웨이백 머신 |
| 400       | 경일교통 | 왜관북부 | ↔        | 성주터미널 | 죽전리, 월항                                                                                       | 시간표 참조    | 운행시간표 보관됨 2014-10-20 - 웨이백 머신 |